# Versión del director

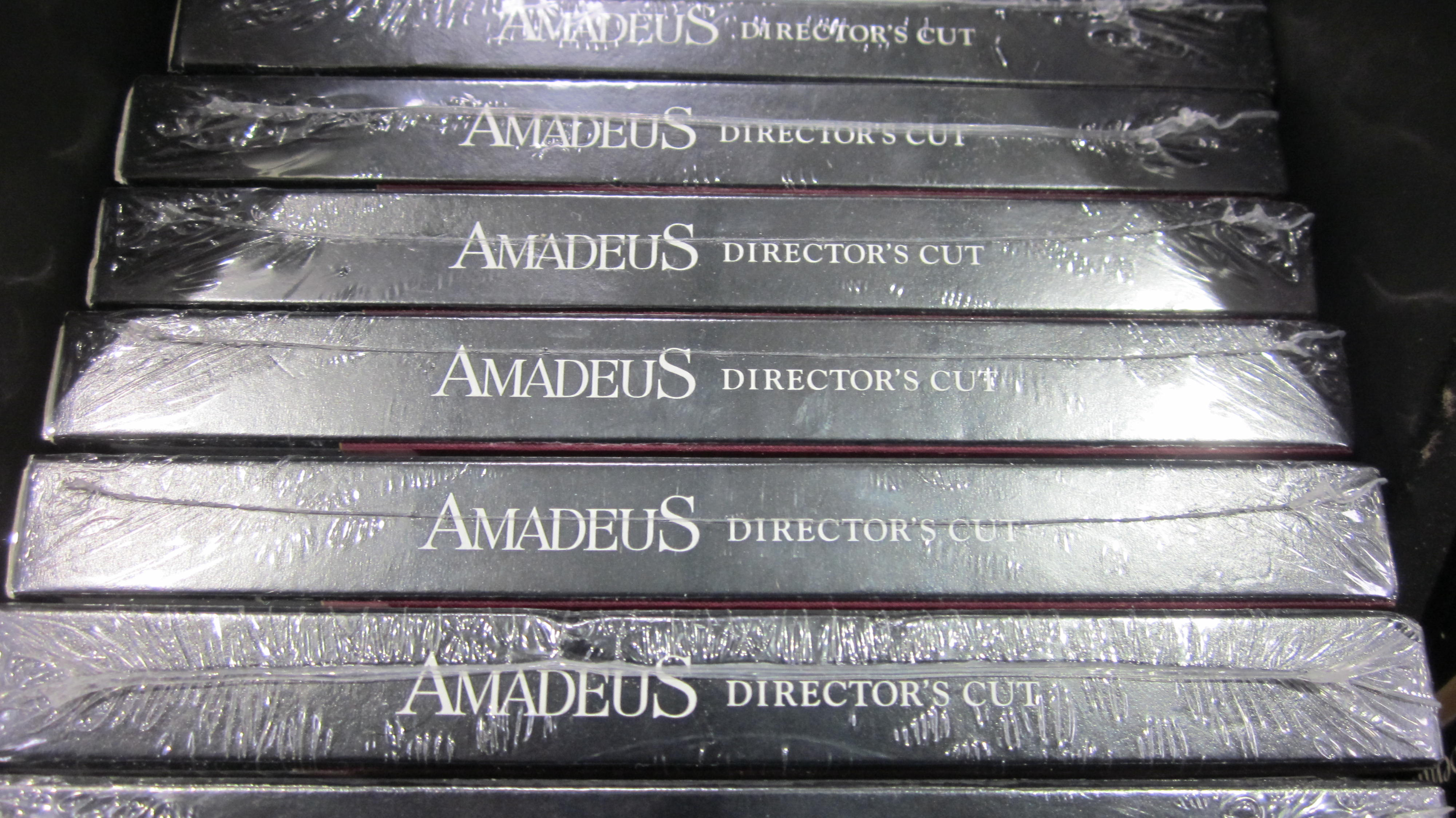
La película Amadeus "Director´s Cut" es un ejemplo de este concepto.

En el cine, el término versión del director, del inglés Director's Cut, se refiere a la versión montada de una película preferida por el director y previa a su aprobación por los estudios de cine para su estreno.

## Concepto
El estudio (cuya inversión está en riesgo) puede insistir en los cambios que se consideren necesarios para hacer que la película tenga más probabilidades de éxito en taquilla. Esto a veces significa un final más feliz o menos ambigüedad, o exclusión de escenas que le darían un mayor límite de edad, pero más a menudo significa que la película es simplemente reducida a proporcionar más sesiones al día. Lo más común de la edición del director es, por tanto, que tiene escenas extra añadidas, a menudo haciendo la "nueva" película considerablemente más larga que la "original".
Mientras que la versión final de una película, aprobada para su distribución al público, pasa usualmente por modificaciones que realizan los estudios para efectos de marketing —como, por ejemplo, eliminar escenas, promover finales felices o cambiar el arreglo musical—, la «versión del director» representa la visión de este acerca de cómo la película «debió haber sido», o de cómo se consideró «terminada». De esta forma, las versiones aprobadas por los directores suelen ser más cercanas a la percepción original de la trama, pueden tener más tiempo de metraje, una narración más oscura, tomas diferentes e incluso finales alternativos.

## Otros usos
A veces, ediciones especiales de las películas, como por ejemplo la versión aprobada por el editor, al ser liberadas para los fanáticos, reciben erróneamente el nombre de «versión del director». Igualmente pasa esto con modificaciones posteriores a la versión final, cuando el estudio impone algunas condiciones extra de estreno al equipo de dirección. Un ejemplo clave de esto es la «versión del director» de Alien, la cual fue de hecho impuesta por los estudios para efectos de marketing.
El concepto de versión del director no se encuentra solo en el cine, sino en medios asociados como la televisión, la música y los videojuegos. Dos ejemplos reconocidos son la «versión del director» del final de la serie japonesa Neon Genesis Evangelion así como las versiones internacionales, de hecho reestrenos locales en Japón de la edición norteamericana de Final Fantasy VII.
En los videojuegos, el término "edición del director" se utiliza generalmente como una expresión coloquial para referirse a una versión ampliada de un juego lanzado anteriormente. A menudo, estas versiones ampliadas, también conocidas como "ediciones completas", tendrán elementos agregados a su jugabilidad y modos de juego adicionales más allá de la parte principal del juego. Como es el caso de algunos juegos de alto perfil fabricados en Japón: los diseñadores de juegos pueden tomar la libertad de revisar su producto para el mercado extranjero con características adicionales durante el proceso de localización. Estas características son posteriormente añadidas al mercado nativo en un relanzamiento, en lo que se refiere a menudo como la versión internacional del juego. Este fue el caso con las versiones extranjeras de Final Fantasy VII, Galaxy Metal Gear Solid y Rogue, que contienen características adicionales (tales como distintos tipos de dificultad para las versiones de Metal Gear Solid), resultando en libertad de re-versiones de los respectivos juegos en Japón (Final Fantasy VII International, Metal Gear Solid: Integral y Rogue Galaxy: Montaje del Director). En el caso de Metal Gear Solid 2: Sons of Liberty y Metal Gear Solid 3: Snake Eater, las versiones americanas fueron lanzadas primero, seguido por las versiones en japonés y luego las versiones para Europa, con cada nueva versión regional ofreciendo nuevo contenido que no se encuentra en la anterior. Todo el contenido añadido de las versiones japonesas y europeas de esos juegos fueron incluidos en las ediciones expandidas tituladas Metal Gear Solid 2: Substance y Metal Gear Solid 3: Subsistence. Varios de los juegos de Pokémon también han recibido cortes del director y han utilizado el término "extensión", aunque "remake" y "tercera versión" también es utilizado por los fanes. Estos incluyen Pocket Monsters: Azul (sólo Japón), Amarillo Pokémon, Pokémon Crystal, Pokémon Esmeralda y Pokémon Platino. Ediciones ampliadas que llevan el término "corte del director" en sus títulos incluyen Worms: El montaje del director, Resident Evil: Director 's Cut, Silent Hill 2: Director' s Cut, Sonic Adventure DX: Director 's Cut y Metal Glory Slader: Montaje del Director (un remake de Super Famicom de un juego de novela visual para la consola Famicom).

## Ejemplos de versiones del director
Entre algunas películas que tienen marcadas diferencias respecto de sus «versiones del director» se pueden encontrar:

### El bueno, el malo y el feo(1966)
La película fue estrenada originalmente en Italia, y el reestreno de 1999, aunque no es exactamente una versión del director, incluye muchas escenas eliminadas en Estados Unidos, pero que fueron mantenidas en la distribución en Europa, sumando casi 15 minutos extra de metraje a la película.

### Blade Runner(1982)
La versión de Blade Runner aprobada por el director tenía varias modificaciones, siendo la más importante la ausencia del final feliz impuesto por los estudios.

### Amadeus(1984)
La versión del director de Amadeus, contiene casi 20 minutos de metraje extra detallando una subtrama que se abandonó en la versión final.

### Highlander(1986)
La versión del director de Highlander es particular en cuanto a que se estrenó como un paquete que contenía imágenes, fotografías y tráileres no utilizados para la producción oficial. Una de las pocas adiciones a la película en sí es un flashback durante el cual Connor conoce a Thomas Jefferson.

### Little Shop Of Horrors(1986)
La versión original contenía un final más adecuado al del musical, donde la planta Audrey II devoraba a Seymour y a Audrey, seguido de una secuencia donde plantas gigantes atacan y conquistan Nueva York, Este final fue cambiado a uno feliz después de las críticas negativas que recibió en el pre-estreno

### Robocop(1987)
En la versión final, de estreno, de Robocop, la escena donde Murphy es asesinado es relativamente corta; mientras que en la versión del director esta escena es mucho más larga, y algo más violenta. También hay otros cambios menores.

### Cry-Baby(1990)
La versión del director de Cry-Baby, la primera película de estudio del director de culto John Waters incluía, entre otras, escenas protagonizadas por Johnny Depp y la ex estrella porno Traci Lords, durando esta versión 91 minutos frente a los 85 que se exhibieron originalmente.

### Superman II: The Richard Donner Cut
La versión del director de Superman II realizado por el director Richard Donner. Donner completó aproximadamente el 75% del rodaje de la secuela durante el rodaje de la primera, pero fue despedido del proyecto tras discrepancias con los productores. Su corte del director de la película incluye, entre otras cosas, imágenes de pruebas de pantalla de las estrellas Christopher Reeve y Margot Kidder, imágenes utilizadas en la primera película y escenas completas filmadas por el director sustituto Richard Lester que a Donner no le agradaron pero que eran necesarias para fines narrativos.

### Avengers: Endgame(2019)
En la versión final de la película se excluye una escena en la que Thanos consume su sopa antes de ser emboscado por los Vengadores, mientras que en la versión del director esta escena no fue excluida.

### Zack Snyder's Justice League(2021)
Esta versión de 4 horas de duración es la visión original del director Zack Snyder antes de tener que realizar los cambios estipulados por el estudio y posteriormente abandonar la producción en 2017, donde Joss Whedon lo reemplazó y asumió sus funciones.

### Rocky 4: Rocky Vs Drago - The Ultimate Director’s Cut(2021)
Desde su fecha de estreno, está película ha sido considerada la favorita de los fanáticos y el público en general por las escenas de entrenamiento y el gran combate climático de Rocky e Iván Drago, sin embargo el director Sylvester Stallone ha declarado en varias entrevistas que su versión de esta amada película tiene ciertos aspectos que faltaron debido a que se le realizó múltiples montajes antes de su estreno. En esta versión final se tendrá una mayor profundidad sobre el desarrollo de personajes que fue eliminado en la versión original de 1985. Uno de los personajes que el mismo Stallone ha declarado que quedara completamente fuera de esta versión será el robot Syco, cosa que tanto sorprendió como agradó a muchos fans.